# 2آي/بوريسوف
2آي/بوريسوف، واسمه بالأصل سي/2019 كيو4 (بوريسوف)، يُعد أول مذنب بين نجمي مرصود، وثاني جسم مرصود نشأ خارج النظام الشمسي بعد المذنب أومواموا. يبلغ الانحراف المداري ل 2آي/بوريسوف نحو الشمس 3.36 لكنه غير مرتبط (مقيد) بالشمس. عبر هذا المذنب مسار الشمس في النظام الشمسي في نهاية أكتوبر من عام 2019. وبلغ أقرب مسافة من الشمس في 8 ديسمبر من عام 2019 إذ بلغت أكثر من وحدتين فلكيتين. لاحظ علماء الفلك من جامعة ييل في نوفمبر عام 2019 أنّ المذنب (متضمنًا ذؤابته وذيله) أكبر من الأرض بأربع عشرة مرة. وقدّموا صورة تجمع المذنب والأرض للمقارنة بين المذنب وبين حجم الأرض. وأعلنوا قائلين:‹‹ إنه لأمرٌ مخزٍ إدراك ضآلة حجم الأرض بجانب هذا الزائر من خارج النظام الشمسي››.

## الخصائص

### الخصائص الفيزيائية
على عكس أومواموا الذي يبدو ككويكب، يحيط بنواة 2آي/بوريسوف ذؤابة وسحابة من الغبار والغازات. قدّر عالما الفلك ديفيد جويت وجين لو بالاعتماد على حجم هذا المذنب أنه ينتج الغبار بمعدل 2 كيلوغرام في الثانية ويفقد نحو 60 كيلوغرام من الماء في الثانية. وقدّروا بواسطة القياسات بأنه سينشط في يونيو من عام 2019 عندما يكون على مسافة أربع إلى خمس وحدات فلكية من الشمس. عُثر على بيانات رصد سابقة الاستنباط للمذنب 2آي/بوريسوف عن طريق البحث في الصور المؤرشفة  بتاريخ 13 ديسمبر من عام 2018، وليس في 21 نوفمبر من عام 2018، وتشير هذه الصور أيضًا إلى أنّ هذا المذنب سينشط في نفس التاريخ السابق.
تتوفر تقديرات تقريبية فقط لحجم هذا المذنب لأنّ ذؤابته تغطي نواته. أظهرت كارين ميش وفريقها في جامعة هاواي أنّ التقديرات الأولية لقطر نواته تتراوح بين 2 إلى 16 كيلومتر. قدّر غوزك وآخرون حجم نواته ب 2 كيلومتر، بافتراض أنّ بياضه يساوي 0.04 وبأن 30%  من سطحه كان نشطًا. زعم سيراج ولوب بأنّ النواة صغيرة على الأغلب، وهي بحجم 1 كيلومتر بالاعتماد على توزيعات الحجم المتوقعة للمذنبات وكتلة المذنبات التي يطردها النجم (المقصود أنّ النجم يطرد المذنب خارج نظامه إلى نظام نجمي آخر). قدّر فيتزسيمونز وآخرون باستخدام معدل إنتاج السيانيد وبافتراض أنّ الجزء الذي كان نشطًا من سطحه أكبر من 4% من حجمه الكلي، أنّ قطر النواة يتراوح بين 1.4 و  6.6 كيلومتر. لن يقترب المذنب من الأرض أكثر من مسافة 300 مليون كيلومتر، مما يعيق استخدام الرادار من أجل تحديد حجمه وشكله بشكل مباشر. يمكن القيام بذلك باستخدام احتجاب نجم يسببه المذنب 2آي/بوريسوف (أي أن يمر المذنب أمام نجم ما)، ولكن من الصعب التنبؤ بالاحتجاب، الذي يتطلب تحديدًا دقيقًا لمدار المذنب، وللكشف عن هذا نحن بحاجة لشبكة من التلسكوبات الصغيرة. 
يظهر تركيب 2آي/بوريسوف مشابهًا لتركيب المذنبات في النظام الشمسي. كان الطيف المرئي الأولي (بدقة منخفضة) للمذنب 2آي/بوريسوف مشابهًا للمذنبات النموذجية في سحابة أورت. ويُظهر مؤشره اللوني تشابهًا مع مذنبات النظام الشمسي التي تملك دورة مدارية طويلة. تشير الانبعاثات الصادرة عن المذنب عند طول موجة يساوي 388 نانومتر إلى وجود السيانيد (صيغته الكيميائية سي إن)، وهو أوّل ما يتم اكتشافه عادةً في مذنبات النظام الشمسي بما في ذلك مذنب هالي. وكان هذا الاكتشاف الأول لانبعاثات غازية من جسم بين نجمي. أُبلغ أيضًا عن اكتشاف كربون ثنائي الذرة، لكن لم يؤكد هذا الاكتشاف، أيضًا النسبة بين الكربون ثنائي الذرة والسيانيد أقل من 0.3. تستنزف هذه التماثلات في الروابط الكربونية مجموعة المذنبات، التي معظمها من عائلة مذنبات المشتري. قدّر الراصدون عن طريق اكتشاف الأوكسجين الذري، أنّ معدل إطلاق بخار الماء في هذا المذنب مشابه لمعدلات المذنبات في النظام الشمسي.
سيقترب هذا المذنب من الشمس عند قدومه مسافة وحدتين فلكيتين، وهي مسافة عُثر فيها على العديد من المذنبات الصغيرة التي لقيت حتفها. تعتمد احتمالية تحطم هذا المذنب على حجم نواته. قدّر غوزك وآخرون احتمالية تحطم  2آي/بوريسوف بنسبة 10%. قارن الفلكيان ديفيد جويت وجين لو مذنب 2آي/بوريسوف مع مذنب آخر مشابه له في الحجم يُدعى سي/2019 جاي2 والذي تحطم في مايو من عام 2019 على مسافة 1.9 وحدة فلكية من الشمس. من الممكن أن يترك 2آي/بوريسوف خلفه بقايا غير نشطة في حال تحطمه، بشكل مشابه للمذنب أومواموا.

### مساره
كما يُرى من الأرض، كان هذا المذنب في سماء نصف الكرة الأرضية الشمالي من سبتمبر حتى منتصف نوفمبر. عبر مستوى المسار الشمسي في 26 أكتوبر بالقرب من نجم قلب الأسد، وعبر خط الاستواء السماوي في 13 نوفمبر من عام 2019 داخلًا إلى السماء في نصف الكرة الأرضية الجنوبي. بلغ المذنب حضيضه الشمسي في 8 ديسمبر من عام 2019 (أقرب نقطة له من الشمس) وأصبح بالقرب من الحافة الداخلية لحزام الكويكبات. كان اقترابه الأكبر من الأرض في أواخر ديسمبر، إذ بلغت المسافة بينه وبين الأرض 1.9 وحدة فلكية، وبلغت زاوية استطالته الشمسية (الزاوية بينه وبين الشمس كما تُرى من الأرض) نحو 80 درجة. لم يقترب 2آي/بوريسوف من أي كوكب من كواكب النظام الشمسي بسبب زاوية ميلانه المداري التي تبلغ 44 درجة. دخل 2آي/بوريسوف النظام الشمسي من جهة كوكبة ذات الكرسي بالقرب من حدود كوكبة حامل رأس الغول. يشير دخوله من هذا الاتجاه إلى نشوئه في المستوى المجرّي (هو المستوى الذي تتركز فيه غالبية كتلة المجرات وهي تأخذ شكل قرص) بدلًا من الهالة المجرية (هي الجزء الكروي الذي يحيط بالمجرة وهو يحتوي قرص المجرة). وسيغادر النظام الشمسي من جهة كوكبة المرقب. يستغرق 2آي/بوريسوف نحو 9000 عام في الفضاء بين النجمي لكي يسافر سنة ضوئية واحدة بالنسبة للشمس.
يشكل مسار 2آي/بوريسوف قطعًا زائد ضيقًا ذا انحراف مداري يساوي 3.36. هذا الانحراف أكبر بكثير من انحرافات أكثر من 300 مذنب ذي مسار على شكل قطع زائد عريض، مع انحرافات مدارية نحو الشمس أكبر من 1 بقليل، حتى أنّ الانحراف المداري للمذنب أومواموا يساوي 1.2. يملك  2آي/بوريسوف سرعة زائدية مفرطة تبلغ 32 كيلومتر في الثانية، وهي أكبر مما يمكن شرحه بواسطة الاضطراب المداري، حيث يمكن لهذه الاضطرابات أن تنتج سرعة أقل من بضعة كيلومترات في الثانية عند بلوغ الجسم مسافات كبيرة جدًا من الشمس. يُعد هذان العاملان مؤشرات مهمة تدل على أصل 2آي/بوريسوف بين النجمي. وللمقارنة، تسير مركبة فوياجر1 مغادرةً النظام الشمسي بسرعة 16.9 كيلومتر في الثانية (3.57 وحدة فلكية في العام). الانحراف المداري للمذنب 2آي/بوريسوف أكبر بكثير من الانحراف المداري للمذنب أومواموا لأن سرعته أكبر بكثير ومسافة حضيضه الشمسي أعلى بكثير. ولأن مسافة حضيضه الشمسي أكبر، تتناقص قدرة جاذبية الشمس على تغيير مساره أثناء مروره عبر النظام الشمسي.

## الأرصاد

### اكتشافه
اكتشف المذنب 2آي/بوريسوف هاوي علم الفلك جينادي بوريسوف في 30 أغسطس من عام 2019، باستخدام مرصده الشخصي مارغو مستخدمًا تلسكوبًا بطول 0.65 متر صممه وبناه بنفسه. قورن هذا الاكتشاف باكتشاف كلايد تومبو لبلوتو. إذ كان تومبو أيضًا هاويًا فلكيًا بنى تلسكوبه الخاص، على الرغم من أنه اكتشف بلوتو باستخدام المرسام الفلكي في مرصد لويل. بلغ بعد 2آي/بوريسوف عن الشمس عند اكتشافه ثلاث وحدات فلكية، وبعده عن الأرض 3.7 وحدة فلكية، وبلغت استطالته الشمسية 38 درجة.